# Gerhard Weber
Gerhard Weber (Halle, 3 de junio de 1941-Münster, 24 de septiembre de 2020) fue un diseñador y empresario de moda alemán, que fundó Gerry Weber, un tienda minorista de moda en Halle, Renania del Norte-Westfalia. Patrocinó deportes, en especial tenis, y construyó un estadio con el nombre de la empresa.

## Vida y carrera
Gerhard Weber, nacido en Halle, asistió a la Höhere Handelsschule y se formó para ser comerciante textil. En 1965 abrió una tienda de moda.
En 1973, Weber fundó con Udo Hardieck la empresa Hatex AG en Halle, que pasó a llamarse Gerry Weber International AG desde 1986, conocida como Gerry Weber. Desde 1989, la empresa cotiza en la Bolsa de Valores de Frankfurt. En 2015, Gerry Weber se hizo cargo de Hallhuber. Weber se retiró en 2019.
Patrocinó los torneos de tenis Gerry Weber Open en el nuevo Gerry-Weber-Stadion (ahora OWL Arena), con hotel y parque deportivo. Fue presidente del club de tenis TC Blau-Weiss Halle , que se convirtió en uno de los clubes de tenis más exitosos de Alemania. También apoyó al club de fútbol Arminia Bielefeld desde 2017.
Weber estaba casado y la pareja tenía dos hijos. Murió el 24 de septiembre de 2020 a los setenta y nueve años en Münster.

## Premios
Los premios de Weber incluyen:
- 1996: Internationaler Mode-Marketing-Preis de Igedo
- 1997: Unternehmer des Jahres 1996 Ostwestfalen-Lippe (OWL)
- 2002: Premio de marketing de Verkaufsleiter-Club Ostwestfalen
- 2011:  Revista TextilWirtschaft, premio a los logros de la vida[4]
- 2012: Sozial-Oscar de la fundación Gütersloh
- 2013: Bester Modehändler Deutschlands